# Napadówka (rejon krzemieniecki)
Napadówka (ukr. Нападівка) – wieś na Ukrainie w rejonie krzemienieckim należącym do obwodu tarnopolskiego.